# Serial de animație
Un serial animat este un set de lucrări animate cu un titlu comun de serie, de obicei legate unele de altele. Aceste episoduri ar trebui să partajeze de obicei aceleași personaje principale, unele caractere secundare diferite și o temă de bază. Seriile pot avea fie un număr finit de episoade precum miniserie, un final cert sau pot fi deschise, fără un număr predeterminat de episoade. Acestea pot fi difuzate la televiziune, afișate în cinematografe, lansate direct-video sau pe internet. La fel ca filmele de animație, seriile de animație pot fi dintr-o mare varietate de genuri și pot avea, de asemenea, public țintă, de la copii la adulți.

## Televizor
seriale de televiziune animate sunt prezentate în mod regulat și pot apărea până la o dată pe săptămână sau zilnic în timpul unui [[slot de timp] prescris. Intervalul orar poate varia inclusiv dimineața, cum ar fi desen animat de sâmbătă-dimineață, prima dată, cum ar fi desen animat prime time, până la noapte târzie, cum ar fi anime noaptea târzie. Acestea pot fi, de asemenea, difuzate în zilele săptămânii ([[desene animate în timpul săptămânii]) sau numai în weekend.
Durata fiecărui episod variază în funcție de serie. În mod tradițional, seriile sunt produse ca programe complete de o jumătate de oră sau aproape jumătate de oră; cu toate acestea, multe sunt produse sub formă de scurtmetraje  scurt metraj de 10-11 minute, care pot fi apoi asociate cu alte scurtmetraje pentru a completa o perioadă de timp stabilită. Există, de asemenea, câteva serii scurte cu o lungime de aproximativ cinci minute; acestea au devenit recent mai frecvente în anime.
Uneori sunt grupate în funcție de cerințele de programare  rețea. Astfel, o serie particulară poate apărea într-un număr de formate sau blocuri de timp.
Seria de televiziune animată a fost utilizată istoric pentru comedie, precum [[desen animat], o piesă de artă, de obicei dezvoltată pentru intenție plină de umor, și așa, numită serii de desene animate. Cu toate acestea, seriile de televiziune animate mai recent s-au încadrat în alte genuri, cum ar fi seriile  acțiune /  aventură precum  Speed Racer  și  GI Joe.
Primul serial de televiziune animat a fost Iepurele Cruciatului.
Sit animat s a apărut pentru prima dată în anii 1960, cu  Flintstones  (1960–1966), urmată de  The Jetsons  (1962-1987).
Din 1972 până în 1974, Hanna-Barbera a produs  Așteptați până când tatăl tău ajunge acasă , o sitcom orientată către adulți în stilul „'All in the Family' '.
Anii ’80 și ’90 au reprezentat o renaștere a desenelor animate [seriale de televiziune pentru copii] și  Seriale de televiziune pentru adulți. Diverse rețele de difuzare și companii de media au început să creeze canale de televiziune și formate concepute special pentru difuzarea seriilor de desene animate. Companiile care aveau deja aceste tipuri de formate în vigoare au început să-și reînnoiască modelele existente în această perioadă. Exemple de acestea sunt:
Format:Coloane lista
În anii 1990, conținutul mai matur decât cel al serialelor de desene animate tradiționale a început să apară mai larg, extinzându-se dincolo de un public primar de copii. Aceste seriale de desene animate au inclus  Simpsonii ,  Ren & Stimpy Show ,  Viața modernă a lui Rocko ,  Beavis și Butt-Head  ,  King of the Hill ,  Duckman ,  South Park  și  Family Guy .  ReBoot , care a început ca o emisiune prietenoasă pentru copii, și-a schimbat grupul de vârstă țintă la vârsta de 12 ani și mai mari ( South Park  este de la vârsta de 18 ani și mai mult), rezultând într-un aspect mai întunecat și mai poveste matură.  Plus desenele animate pentru copii precum  Adventure Time ,  Phineas and Ferb ,  Gravity Falls ,  Rugrats ,  Hey Arnold! ,  The Fairly OddParents  și  Universul Steven. 

## Teatru
Seriile de animații prezentate în cinematograful includ filmele  Tom și Jerry  desen animat scurtmetraj care au apărut în cinematografele din 1940 până în 1967.

## Direct-to-Video
Seriile animate Direct-video includ majoritatea animații video originale japoneze (OVA). Prima serie OVA (și, de asemenea, prima OVA generală) a fost  Dallos  (1983). Aproape toate serialele hentai (pornografice) anime sunt lansate sub formă de OVA.

## 4K
Animat 4K seriale TV au apărut pentru prima dată la sfârșitul anilor 2000, cu prima serie de desene animate  4K, urmată de alte seriale timpurii care includeau Happy Tree Friends (1999 - prezent).